# Эрленбах-Дан

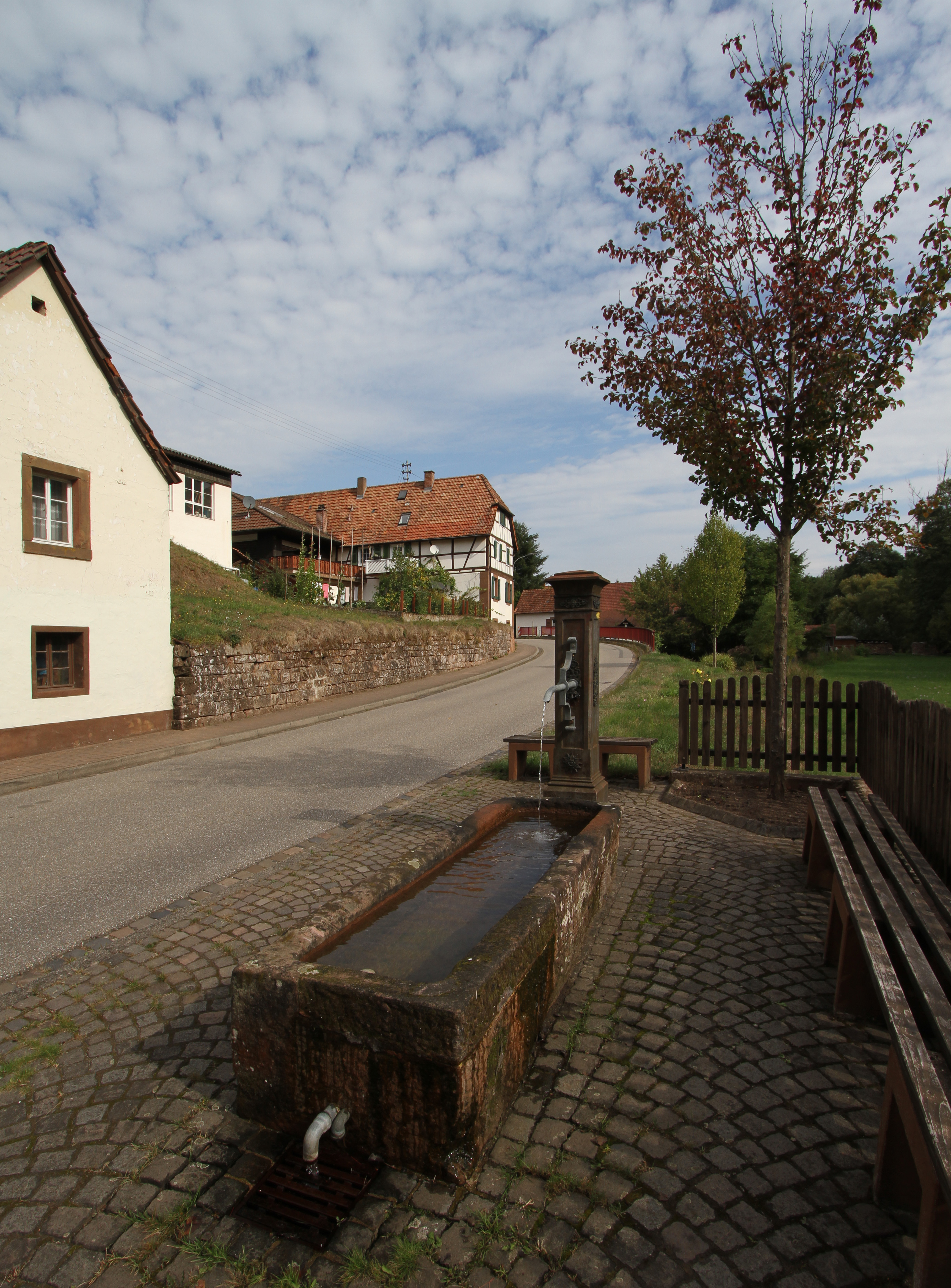

Эрленбах-Дан (нем. Erlenbach bei Dahn) — коммуна в Германии, в земле Рейнланд-Пфальц. 
Входит в состав района Юго-западный Пфальц. Подчиняется управлению Данер Фельзенланд.  Население составляет 344 человека (на 31 декабря 2010 года). Занимает площадь 12,99 км².

## Достопримечательности
- Замок Бервартштайн